# Sómastaðatindur
Sómastaðatindur är en bergstopp i republiken Island. Den ligger i regionen Austurland, 400 km öster om huvudstaden Reykjavík. Toppen på Sómastaðatindur är 948 meter över havet, eller 127 meter över den omgivande terrängen. Bredden vid basen är 1,3 km.
Runt Sómastaðatindur är det mycket glesbefolkat, med 3 invånare per kvadratkilometer. Närmaste större samhälle är Reyðarfjörður, nära Sómastaðatindur. Trakten runt Sómastaðatindur består i huvudsak av gräsmarker.